# Rövidszarvú kaméleon
A rövidszarvú kaméleon (Calumma brevicorne) Madagaszkár keleti partvidékén honos kaméleonfaj.

## Megjelenése
A rövidszarvú kaméleon hímjei maximum 35 cm hosszúak, amelyből kb. a felét a farkuk teszi ki. A faj jellemzője két nagy, kerek, elefántfülszerű "halántéklebenye", amely a tarkón kb. 3 mm-nyire összenő. Másik jellegzetessége a hímek orrának csontos, rövid, 2,5–5 mm-es kinövése ("szarva"). Alapszíne szürkés, szabálytalan barna foltokkal, de a nemek között és területenként jelentős eltérések lehetnek. A nagyobb hímek feje világosabb lehet és egyes példányok zöldebbek, kékes lábakkal. Hátukon tüskés gerinc húzódik, amelynek mérete szintén eléggé változatos. A külsejében mutatott változatosság miatt egyes szakértők feltételezik, hogy valójában több fajt értenek rövidszarvú kaméleon alatt. Egyik alfajáról, az egy példány alapján leírt Columma brevicorne tsarafidyi-ról újabban feltételezik, hogy nem alfaj, hanem a kiindulási példány fejlődési rendellenességben szenvedett.

## Előfordulása
Madagaszkár keleti partvidékén honos, a hegységek (délen Anosy-hegység, középen Analavory-fennsík, északon a Tsaratanana-masszívum) 800-1000 méter közötti nedves erdeiben.

## Életmódja
A többi kaméleonhoz hasonlóan fogólábaival, lapított testével, ágak köré tekerhető farkával az ágak, lombok közötti mozgáshoz alkalmazkodott. Főleg erdőszéleken, tisztások mellékén fordul elő, jól viseli a mezőgazdaság vagy a települések, utak közelségét ha a közelben erdő található. Eredeti életmódja alig ismert, fogságban különböző rovarokkal jól táplálható. Ha veszélyt észlel, felemeli fülszerű lebenyeit, hogy nagyobbnak látsszon és tátott szájjal a támadó felé kapkod.
A párzás után mintegy 40 nappal a nőstények 10-30 tojást raknak.

## Természetvédelmi helyzete
A rövidszarvú kaméleon a Természetvédelmi Világszövetség Vörös listáján "nem fenyegetett" státusszal szerepel. Korábban a nemzetközi díszállatkereskedelem részére nagy mennyiséget fogtak belőle, de amióta felkerült a CITES II. mellékletére, vagyis kereskedelme korlátozott lett, már elsősorban az erdőirtások fenyegetik. Az Andasibe-Mantadia Nemzeti Parkban kimondottan gyakori.   

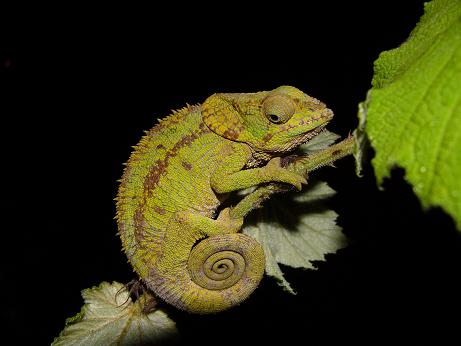
Zöld színű nőstény
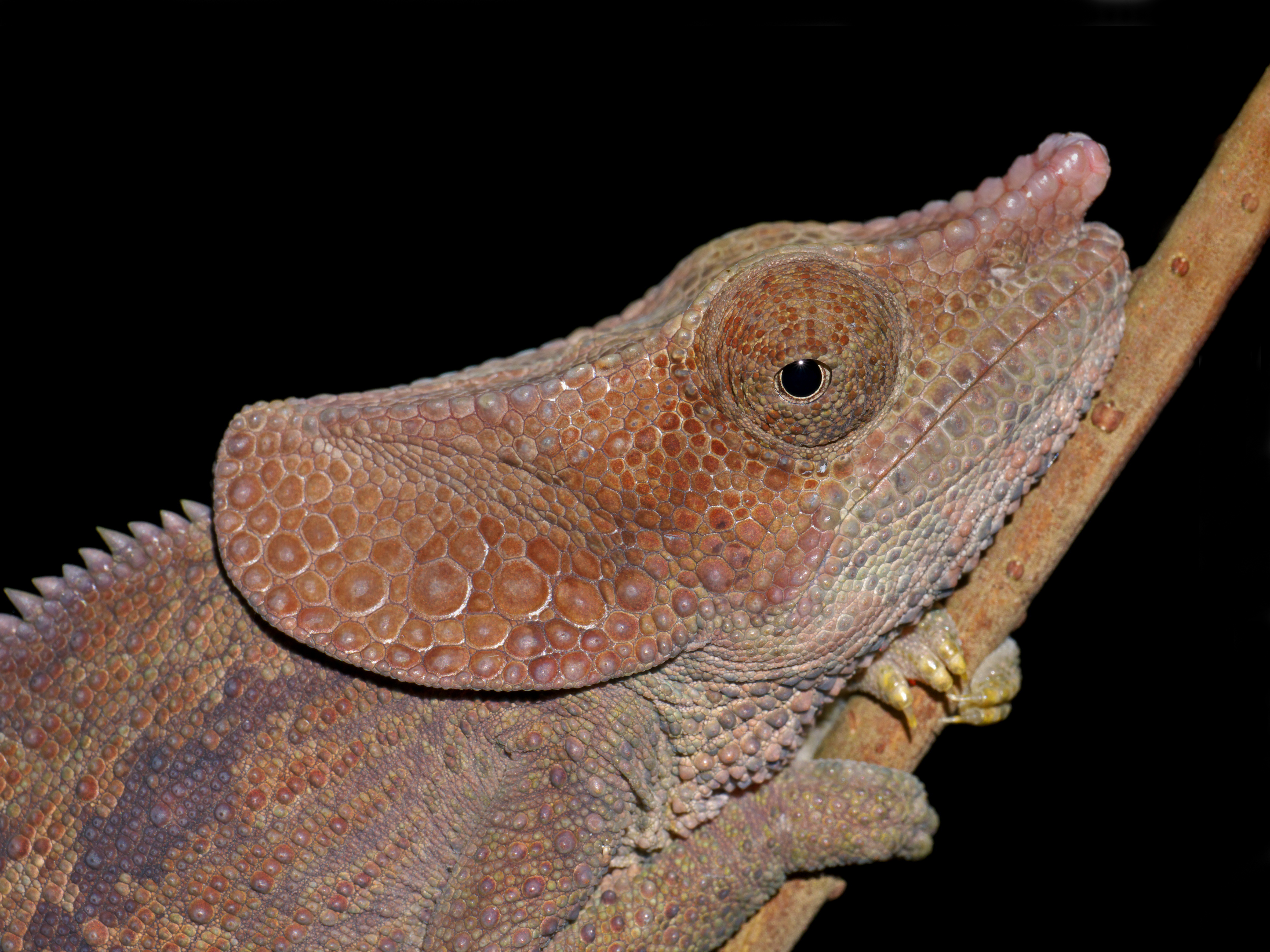
Hím példány feje
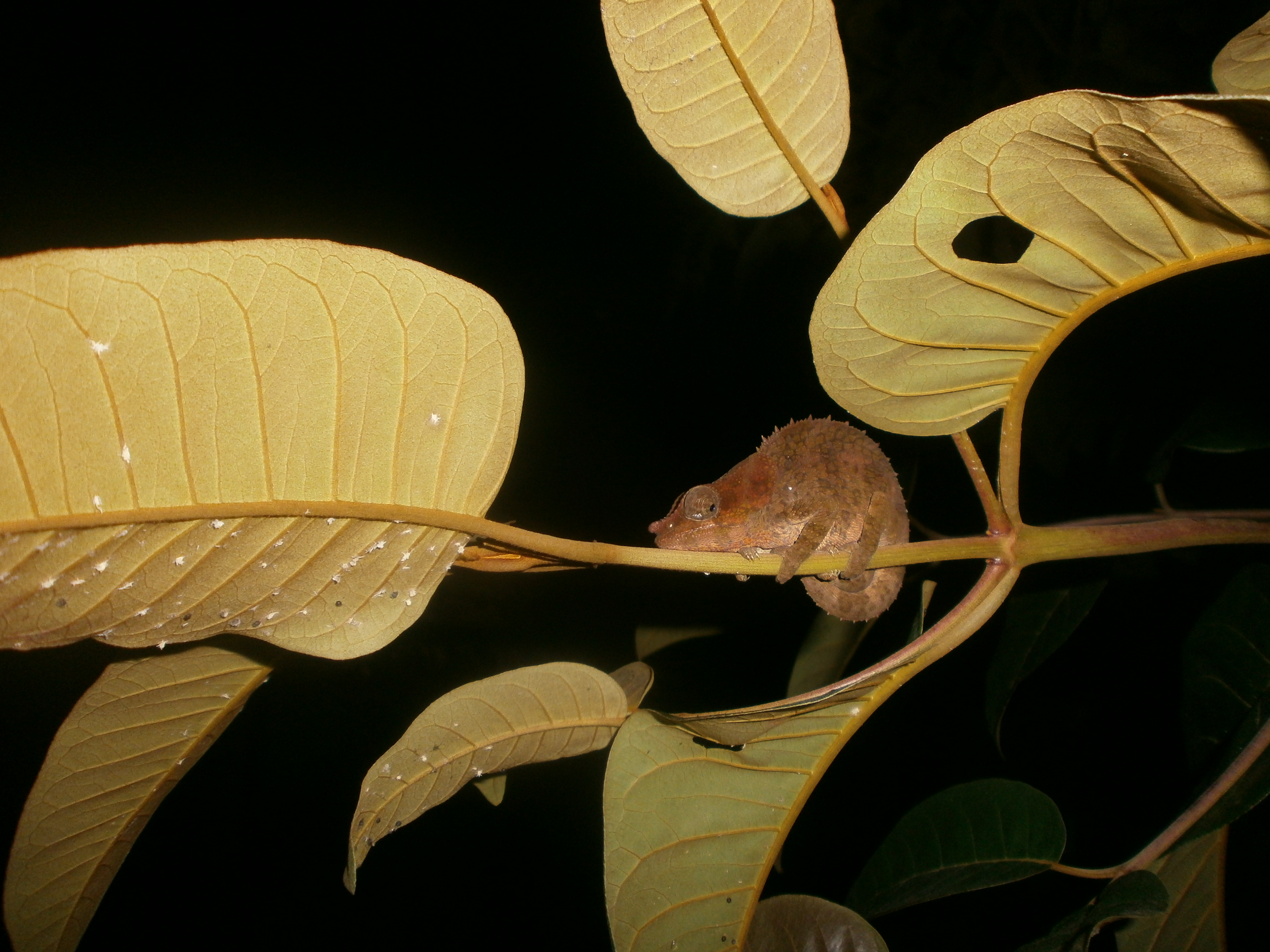
Természetes élőhelyén
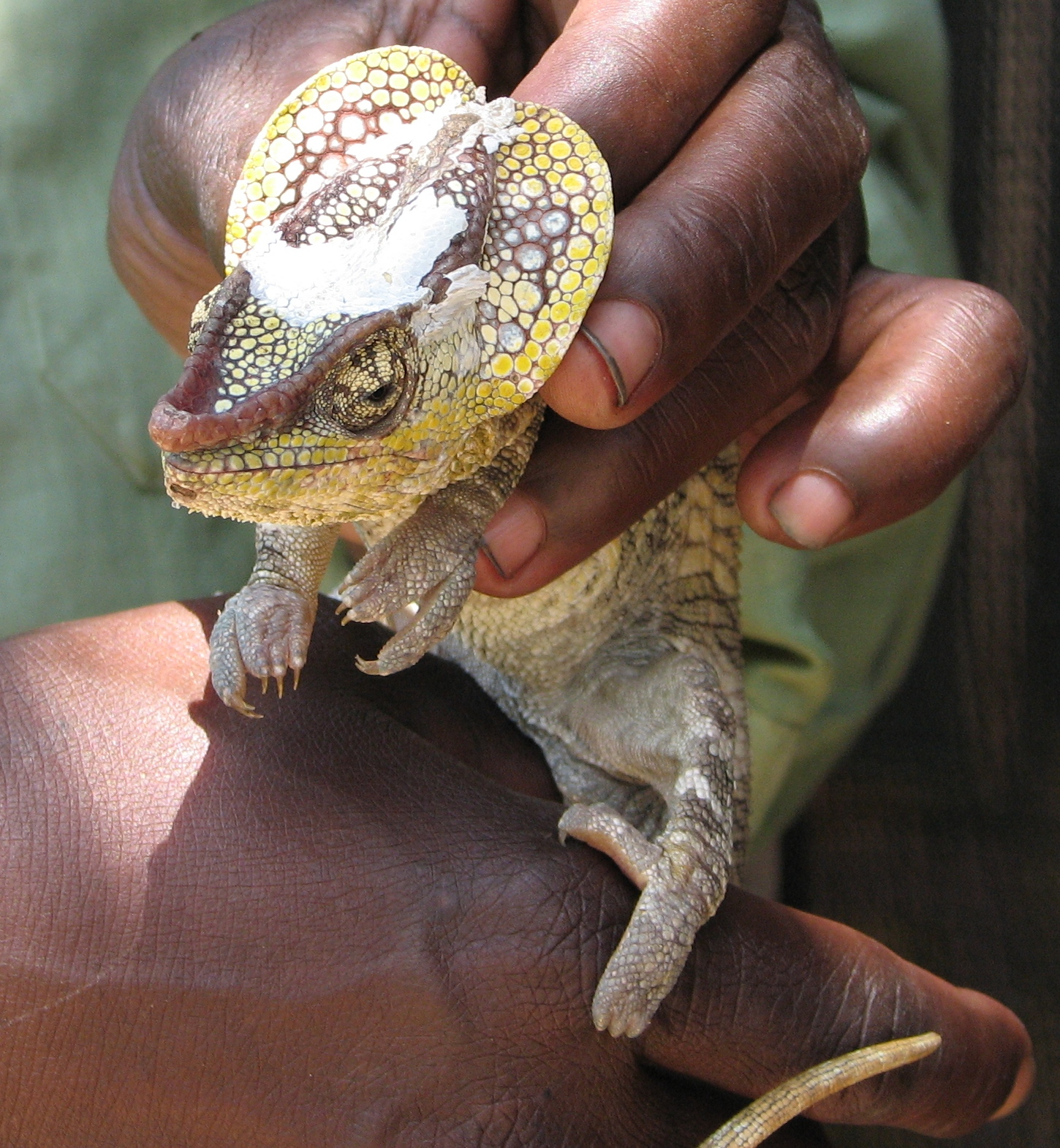
Láthatóak nagy "fülei"